# Fryeburg
Fryeburg ist eine Town im Oxford County des Bundesstaates Maine in den Vereinigten Staaten. Im Jahr 2020 lebten dort 3369 Einwohner in 1873 Haushalten auf einer Fläche von 170,65 km².

## Geographie
Nach dem United States Census Bureau hat Fryeburg eine Gesamtfläche von 170,65 km², von der 151,07 km² Land sind und 19,58 km² aus Gewässern bestehen.

### Geographische Lage
Fryeburg liegt im Westen des Oxford Countys und grenzt im Osten an das Cumberland County in Maine und im Westen an das Carroll County in New Hampshire. Der Saco River durchfließt das Gebiet der Town in östliche Richtung. Auf dem Gebiet der Town befinden sich mehrere größere Seen. Im Osten liegt der Kezar Pond, im Süden Lovewell Pond und Pleasant Pond und im Nordwesten der Lower Kimball Pond. Die Oberfläche des Gebietes ist hügelig, die höchste Erhebung ist der 317 m hohe Mount Tom im Westen von Fryeburg.

### Nachbargemeinden
Alle Entfernungen sind als Luftlinien zwischen den offiziellen Koordinaten der Orte aus der Volkszählung 2010 angegeben.
- Norden: Lovell, 15,9 km
- Nordosten: Sweden, 10,2 km
- Osten: Bridgton, Cumberland County, 24,1 km
- Südosten: Denmark, 12,4 km
- Süden: Brownfield, 14,0 km
- Südwesten: Conway, Carroll County, New Hampshire, 11,1 km
- Westen: Chatham, Carroll County, New Hampshire, 12,3 km
- Nordwesten: Stow, 16,4 km

### Stadtgliederung
In Fryeburg gibt es mehrere Siedlungsgebiete: East Fryeburg, Fish Street, Fryeburg, Fryeburg Center, Harbor (Fryeburg Harbor), Highland Park, Menotomy, North Fryeburg, Pinehurst und West Fryeburg.

### Klima
Die mittlere Durchschnittstemperatur in Fryeburg liegt zwischen −7,8 °C (18 °F) im Januar und 20,6 °C (69 °F) im Juli. Damit ist der Ort gegenüber dem langjährigen Mittel Maines um etwa 2 Grad kühler. Die Schneefälle zwischen Oktober und Mai liegen mit deutlich mehr als zwei Metern (bei einem Spitzenwert im Januar von knapp 50 cm) ungefähr doppelt so hoch wie die mittlere Schneehöhe in den USA. Die tägliche Sonnenscheindauer liegt am unteren Rand des Wertespektrums der USA.

## Geschichte
In dem Gebiet, in dem heute Fryeburg liegt, fand am 9. Mai 1725 die Schlacht von Pequawket, auch bekannt als Lovewell’s Fight, statt. Es war die letzte Schlacht, die zum Dummers Krieg zwischen englischen Einwanderern und der Wabanaki-Konföderation gerechnet wird. Captain John Lovewell führte eine Gruppe von 46 Skalpjägern gegen die Abenaki in Pequawket, dem heutigen Fryeburg, an. Zu der Zeit war von den Behörden erstmals eine Skalpprämie ausgesetzt. Für einen Abenaki-Skalp wurden 100 Dollar gezahlt, die nach heutigem Geld umgerechnet etwa 15.000 Euro entsprechen würden. Die Schlacht stand im Zusammenhang mit der Ausdehnung der Siedlungen in New England entlang des Kennebec River. Aus der Gruppe erreichten 34 Personen den Saco Pond, heute Lovewell Pond genannt. Dort trafen sie auf die Pequawket unter ihrem Häuptling Paugus mit etwa 66 Kriegern. Lovewell und weitere 13 der Männer starben in der Schlacht, wie auch der Indianerhäuptling Paugus und etwa 39 seiner Krieger. Die Überlebenden flohen nach Kanada. Die Schlacht regte Henry Wadsworth Longfellow zu seinem Gedicht The Battle of Lovells Pond an, genauso wie Nathaniel Hawthorne zur Erzählung Roger Malvin’s Burial und auch Henry David Thoreau bezog sich in dem Buch A Week on the Concord and Merrimack Rivers auf die Schlacht.
Der größte Teil von Fryeburg, damals noch Pequawket, wurde 1762 von Massachusetts an General Joseph Frye als Grant übergeben, der sich an der Belagerung von Louisburg beteiligt hatte und 1757 ein Regiment in Fort William Henry am Lake George befehligte. Im selben Jahr begannen Siedler aus Concord in New Hampshire Lichtungen zu roden und sich mit ihrem Vieh niederzulassen.
Die ersten Siedler, die sich in dem Gebiet niederließen, waren John Stevens, Nathaniel Merrill und Limbo, ein Sklave, die im Winter 1762 Vieh auf den großen Wiesen weideten und es mit dem Heu fütterten, welches sie den Sommer zuvor geschnitten hatten. Weitere folgten in den Jahren 1763 und 1764. Nathaniel Smith erreichte mit seiner Frau Betty im Jahr 1763 das Gebiet. Er baute eine Mühle am Walkers Pond.
Fryeburg wurde am 11. Januar 1777 als Town organisiert.
Teile der Brownfield Plantation, heute die Town Brownfield, wurden im Jahr 1802 hinzugenommen. An Denmark wurde 1813 Land abgegeben und ein Gebiet, welches als Texas bekannt war, wurde von Fryeburg und Denmark an Bridgton im Jahr 1847 abgegeben.

### Einwohnerentwicklung
| Volkszählungsergebnisse – Town of Fryeburg, Maine | Volkszählungsergebnisse – Town of Fryeburg, Maine | Volkszählungsergebnisse – Town of Fryeburg, Maine | Volkszählungsergebnisse – Town of Fryeburg, Maine | Volkszählungsergebnisse – Town of Fryeburg, Maine | Volkszählungsergebnisse – Town of Fryeburg, Maine | Volkszählungsergebnisse – Town of Fryeburg, Maine | Volkszählungsergebnisse – Town of Fryeburg, Maine | Volkszählungsergebnisse – Town of Fryeburg, Maine | Volkszählungsergebnisse – Town of Fryeburg, Maine | Volkszählungsergebnisse – Town of Fryeburg, Maine |
| Jahr                                              | 1800                                              | 1810                                              | 1820                                              | 1830                                              | 1840                                              | 1850                                              | 1860                                              | 1870                                              | 1880                                              | 1890                                              |
| ------------------------------------------------- | ------------------------------------------------- | ------------------------------------------------- | ------------------------------------------------- | ------------------------------------------------- | ------------------------------------------------- | ------------------------------------------------- | ------------------------------------------------- | ------------------------------------------------- | ------------------------------------------------- | ------------------------------------------------- |
| Einwohner                                         |                                                   | 1004                                              | 1057                                              | 1352                                              | 1536                                              | 1523                                              | 1623                                              | 1507                                              | 1633                                              | 1418                                              |
| Jahr                                              | 1900                                              | 1910                                              | 1920                                              | 1930                                              | 1940                                              | 1950                                              | 1960                                              | 1970                                              | 1980                                              | 1990                                              |
| Einwohner                                         | 1376                                              | 1282                                              | 1283                                              | 1592                                              | 1726                                              | 1926                                              | 1874                                              | 2208                                              | 2715                                              | 2968                                              |
| Jahr                                              | 2000                                              | 2010                                              | 2020                                              | 2030                                              | 2040                                              | 2050                                              | 2060                                              | 2070                                              | 2080                                              | 2090                                              |
| Einwohner                                         | 3083                                              | 3449                                              | 3369                                              |                                                   |                                                   |                                                   |                                                   |                                                   |                                                   |                                                   |

## Kultur und Sehenswürdigkeiten

### Bauwerke
In Fryeburg wurden ein District und mehrere Bauwerke unter Denkmalschutz gestellt und  ins National Register of Historic Places aufgenommen.
District
- Main Street Historic District, 1991 unter der Register-Nr. 91000324.[11]

Bauwerke
- Barrows-Steadman Homestead, 1982 unter der Register-Nr. 82000771.[12]
- Squire Chase House, 1979 unter der Register-Nr. 79000158.[13]
- Church of the New Jerusalem, 1986 unter der Register-Nr. 86001274.[14]
- District No. 1 Schoolhouse, 1984 unter der Register-Nr. 84001466.[15]
- Fryeburg Registry of Deeds, 1987 unter der Register-Nr. 87002196.[16]
- Osgood Family House, 1990 unter der Register-Nr. 90000576.[17]
- Marion Parsons House, 1987 unter der Register-Nr. 86002432.[18]
- Rivercroft Farm, 2008 unter der Register-Nr. 08000668.[19]
- Fryeburg Town House, Former, 1992 unter der Register-Nr. 92001295.[20]
- Hemlock Bridge, 1970 unter der Register-Nr. 70000056.[21]

### Regelmäßige Veranstaltungen
Die Fryeburg Fair findet seit 1851 regelmäßig statt. Sie ist eine Ausstellung für Viehzucht und Landwirtschaft mit über 3.000 Tieren. Im Rahmenprogramm finden Wettkämpfe mit Nutztieren statt sowie Kochwettbewerbe und Blumenschauen. Es gibt Ausstellungshallen für Handwerk und es wird Kunsthandwerk angeboten. Die Fair dauert 8 Tage und es wird Eintritt erhoben.

## Wirtschaft und Infrastruktur

### Verkehr
Der U.S. Highway 302 verläuft in westöstlicher Richtung durch das Gebiet der Town. Von ihm zweigt im Village Freyburg in nördliche Richtung die Maine State Route 5 und in südliche Richtung die Maine State Route 130 ab.
In Fryeburg befindet sich der Regionalflughafen Eastern Slopes. Er hat den IATA-Code FRY.

### Medien
Seit 2016 befindet sich in Fryeburg die Radiostation WFYB. Sie gehört zum Maine Public Broadcasting Network.

### Öffentliche Einrichtungen
In Fryeburg befindet sich das Fryeburg Health Care Center. Es steht auch den Bewohnern der umliegenden Towns zur Verfügung.
Die Fryeburg Public Library befindet sich in der Main Street in Fryeburg.

### Bildung
Fryeburg gehört zusammen mit Brownfield, Denmark, Lovell, Stoneham, Stow und Sweden zum Maine School Administrative District 72.
Im Schulbezirk werden folgende Schulen angeboten:
- Molly Ockett School in Fryeburg, mit den Schulklassen Kindergarten bis 8. Schuljahr
- Brownfield Denmark Elementary School in Denmark, mit den Schulklassen Kindergarten bis 4. Schuljahr
- New Suncook Elementary School in Lowell, mit den Schulklassen Kindergarten bis 4. Schuljahr

In Fryeburg befindet sich die private Fryeburg Academy.

## Persönlichkeiten

### Söhne und Töchter der Stadt
- Charles S. Benton (1810–1882), Politiker
- John W. Dana (1808–1867), Politiker und Gouverneur von Maine
- Molly Ockett († 1816), indianische Heilerin

### Persönlichkeiten, die vor Ort gewirkt haben
- Judah Dana (1772–1845), Politiker und Anwalt
- Douglas Volk (1856–1935), Maler
- James S. Wiley (1808–1891), Politiker und Anwalt